# بريم (نيفادا)

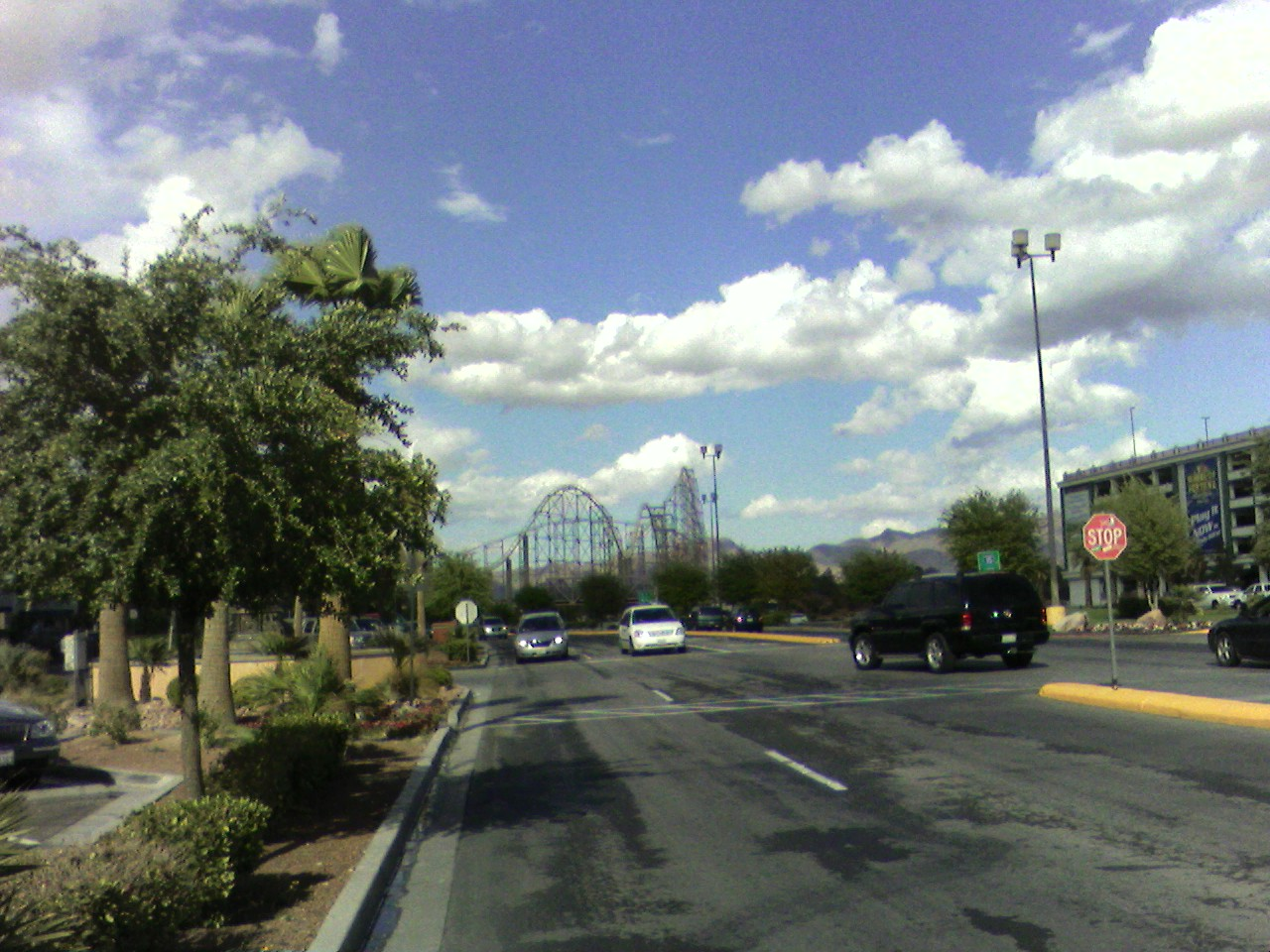
وسط المنطقة

بريم (بالإنجليزية: Primm)‏ (وكانت تعرف سابقا باسم ستيت لاين وغالبا ما تسمى بريم فالي) هو تجمع سكني غير مدخل في مقاطعة كلارك في ولاية نيفادا الأمريكية، وتعرف في المقام الأول لوقوعها على الطريق السريع بين الولايات 15 على الحدود مع ولاية كاليفورنيا. وتقع البلدة على بحيرة إيفانباه الجافة، والتي تمتد إلى الشمال والجنوب من المدينة.
وكان يعرف سابقا باسم ستيت لاين أو حد الولاية (كلمتين)، ولكن تم تغيير اسمها في عام 1996 لتجنب الارتباك مع ستيتلاين في شمال الولاية. سميت على المطور الأصلي للبلدة، إرنست جاي بريم. 
ويستند اقتصاد التجمع على الكازينوهات الثلاثة التي تجذب المقامرين من جنوب كاليفورنيا الراغبين في التوقف قبل وصولهم إلى لاس فيغاس الواقعة على بعد 40 ميلا (64 كم) إلى الشمال، أو كفرصة أخيرة للمقامرة قبل مغادرة ولاية نيفادا. معظم سكان بريم هم موظفون في الكازينوهات.
ورغم أنها ليست مكانا مخصصا للتعداد السكاني، فإن تعداد سكان لعام 2000 بلغ 436 نسمة. وقدرت إدارة التخطيط الشامل في مقاطعة كلارك السكان بعدد 284 نسمة في 1 يوليو 2006، على ما يبدو باستخدام حدود مختلفة للمنطقة. في 5 ديسمبر 2007 ذكرت مقالة في مجلة لاس فيغاس ريفيو جورنال أن عدد سكان بريم بلغ حوالي 1,132 نسمة.
كانت بريم تمتلك مكتب بريد خاص بها على الجانب الشمالي من المدينة، ولكن تم استبداله. أعطيت جميع عناوين البريد التي تخدم بريم (الرمز البريدي 89019) إلى مكتب بريد جين ويتم تقديمها الآن إلى هناك.